# ويليام كروس
ويليام كروس (بالإنجليزية: William Cross)‏ هو مجدف أسترالي، ولد في 22 مارس 1908، وتوفي في 8 أغسطس 1993.

## وصلات خارجية
- ويليام كروس على موقع الاتحاد الدولي للتجديف (الإنجليزية)
- ويليام كروس على موقع أوليمبيديا (الإنجليزية)